# Papa, Please Don't Go
 (août 2023).
Si vous disposez d'ouvrages ou d'articles de référence ou si vous connaissez des sites web de qualité traitant du thème abordé ici, merci de compléter l'article en donnant les références utiles à sa vérifiabilité et en les liant à la section « Notes et références ».
Singles de Elsa
T'en va pas
(octobre 1986) Quelque chose dans mon cœur
(décembre 1987)
Papa, Please Don't Go est l'adaptation en anglais de T'en va pas, sur des paroles de Carol Welsman et interprétée par Elsa Lunghini. Elle est sortie en single en janvier 1987.

## Contexte
À la suite du succès en France de T'en va pas, le producteur, Georges Mary, décide de promouvoir la chanson hors de France, dans une version anglaise. Le succès n’est cependant pas au rendez-vous[réf. nécessaire].

## Clip vidéo
Un clip a été tourné pour promouvoir la version internationale de la chanson. Il est à l'image de son homologue français composé d'extraits du film La Femme de ma vie et d'Elsa en studio[réf. souhaitée].

## Supports commerce
| A. | Papa, Please Don't Go                        | 3:59 |
| B. | Papa, Please Don't Go (Instrumental Version) | 3:59 |

| A. | Papa, Please Don't Go                        | 5:25 |
| B. | Papa, Please Don't Go (Instrumental Version) | 5:25 |

La chanson figure également sur la compilation Elsa, l'essentiel 1986-1993 sortie en 1996.

## Remarques
La côte de ce single varie autour de 20 € pour le 45 tours et environ 50 € pour le maxi 45 tours. Il fut, pour un collector, édité certainement à plus de 1 000 copies.[réf. nécessaire]
Sur le support italien, la face B est la chanson T'en va pas. Il est beaucoup plus rare que son homologue français.[réf. nécessaire]